# Szklarska Poręba
Szklarska Poręba (niem. Schreiberhau) – miasto w województwie dolnośląskim, w powiecie karkonoskim. Prawa miejskie otrzymała 31 grudnia 1959 r. Historycznie leży na Dolnym Śląsku.
Według danych GUS z 1 stycznia 2023 r. miasto miało 5872 mieszkańców (522. miejsce w kraju).

## Położenie

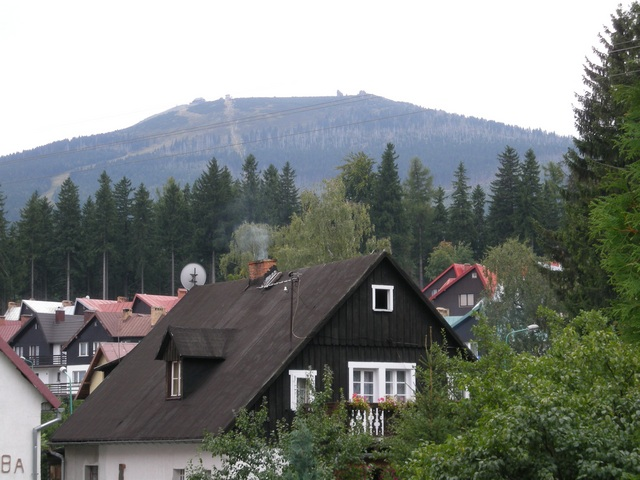
Szczyt Szrenicy widziany ze Szklarskiej Poręby

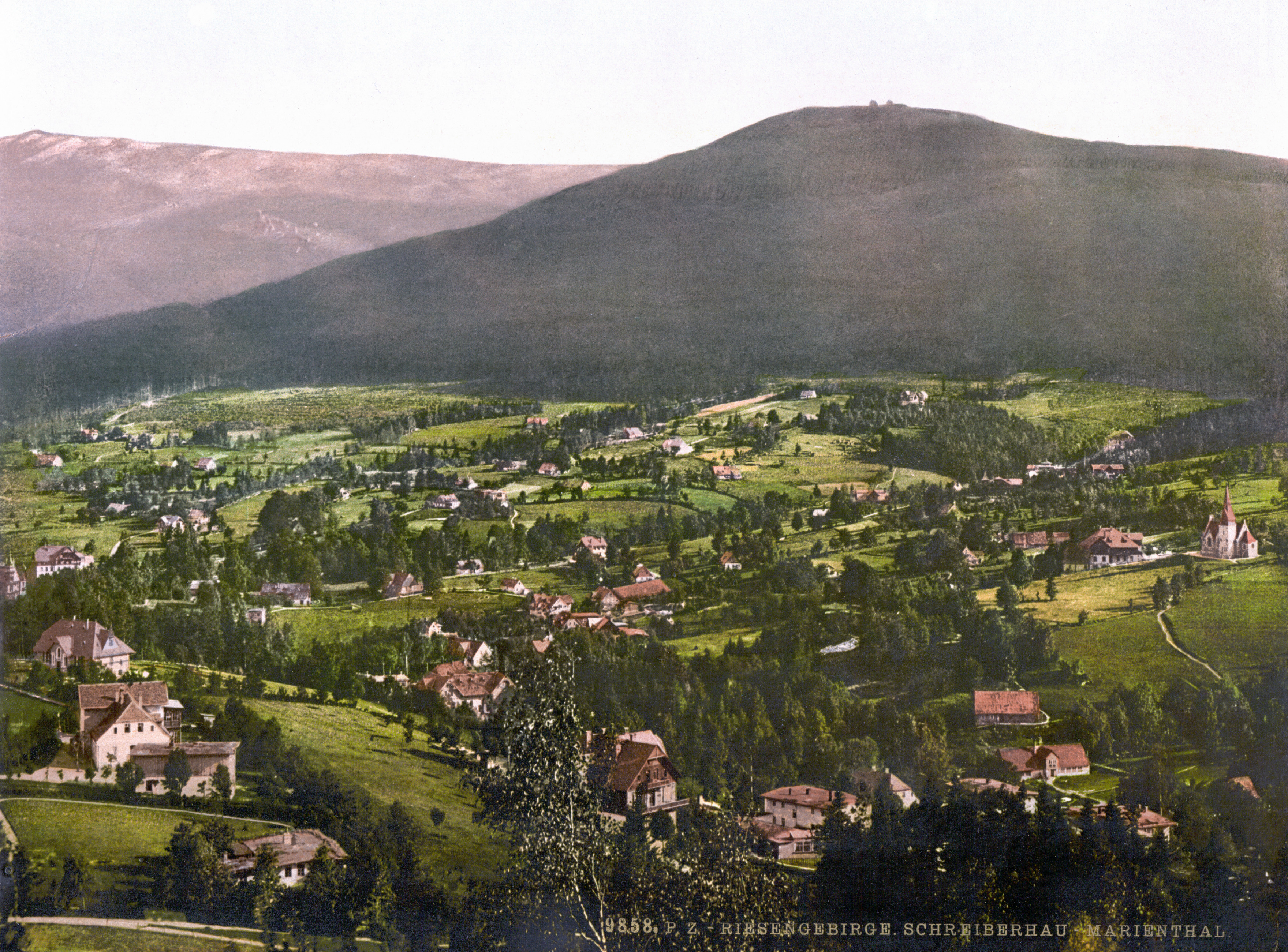
Szklarska Poręba (1900)

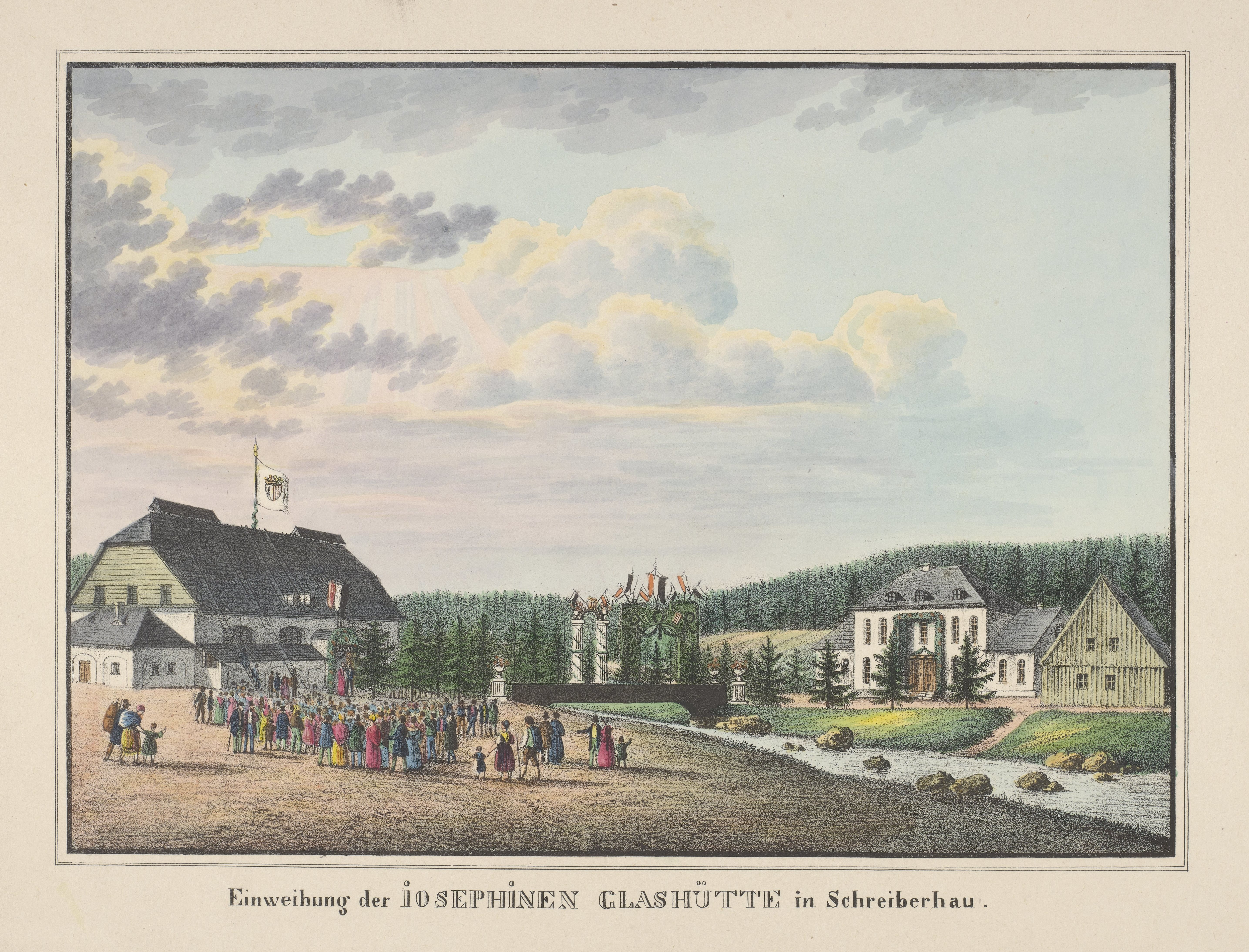
Huta „Józefina” (po 1842 r.)

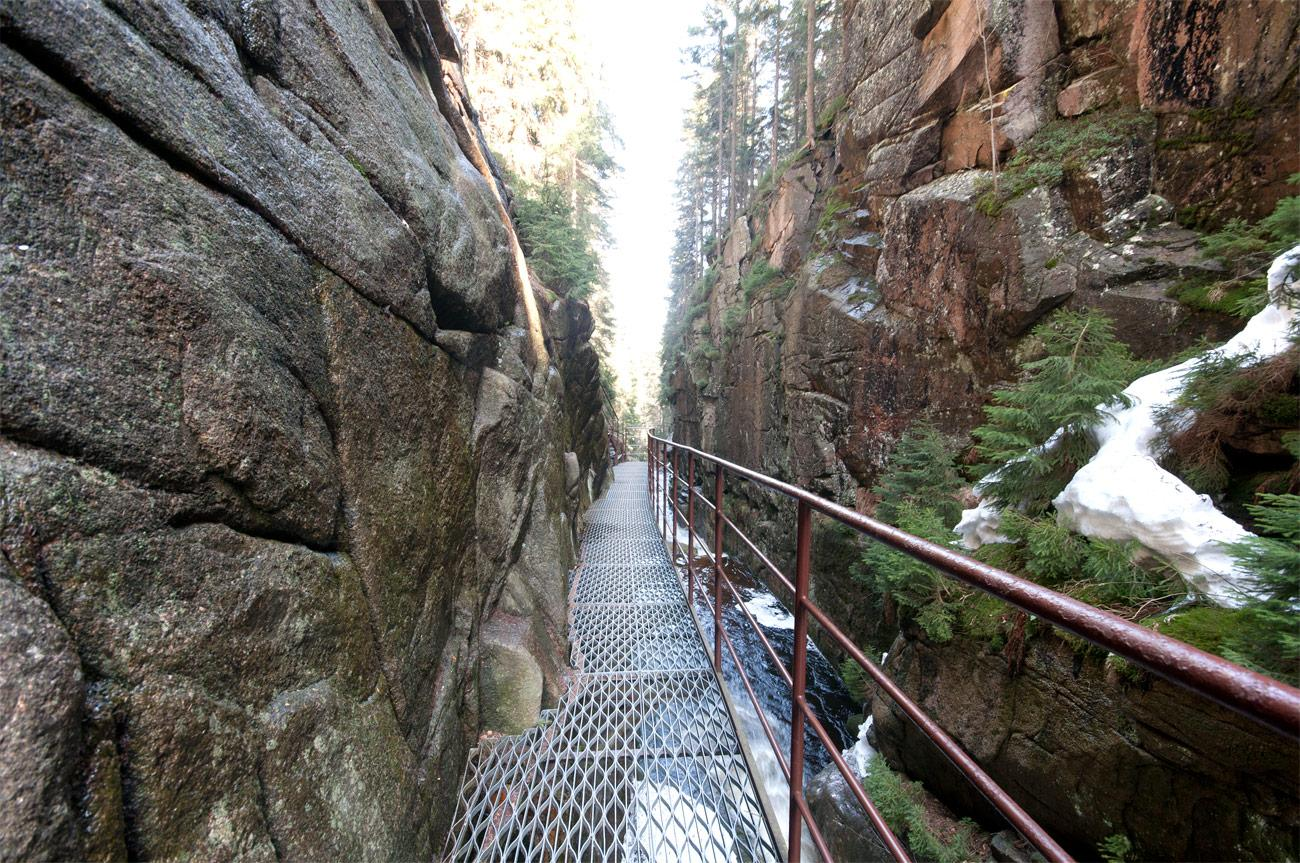
Wąwóz Kamieńczyka (przełom Kamieńczyka)

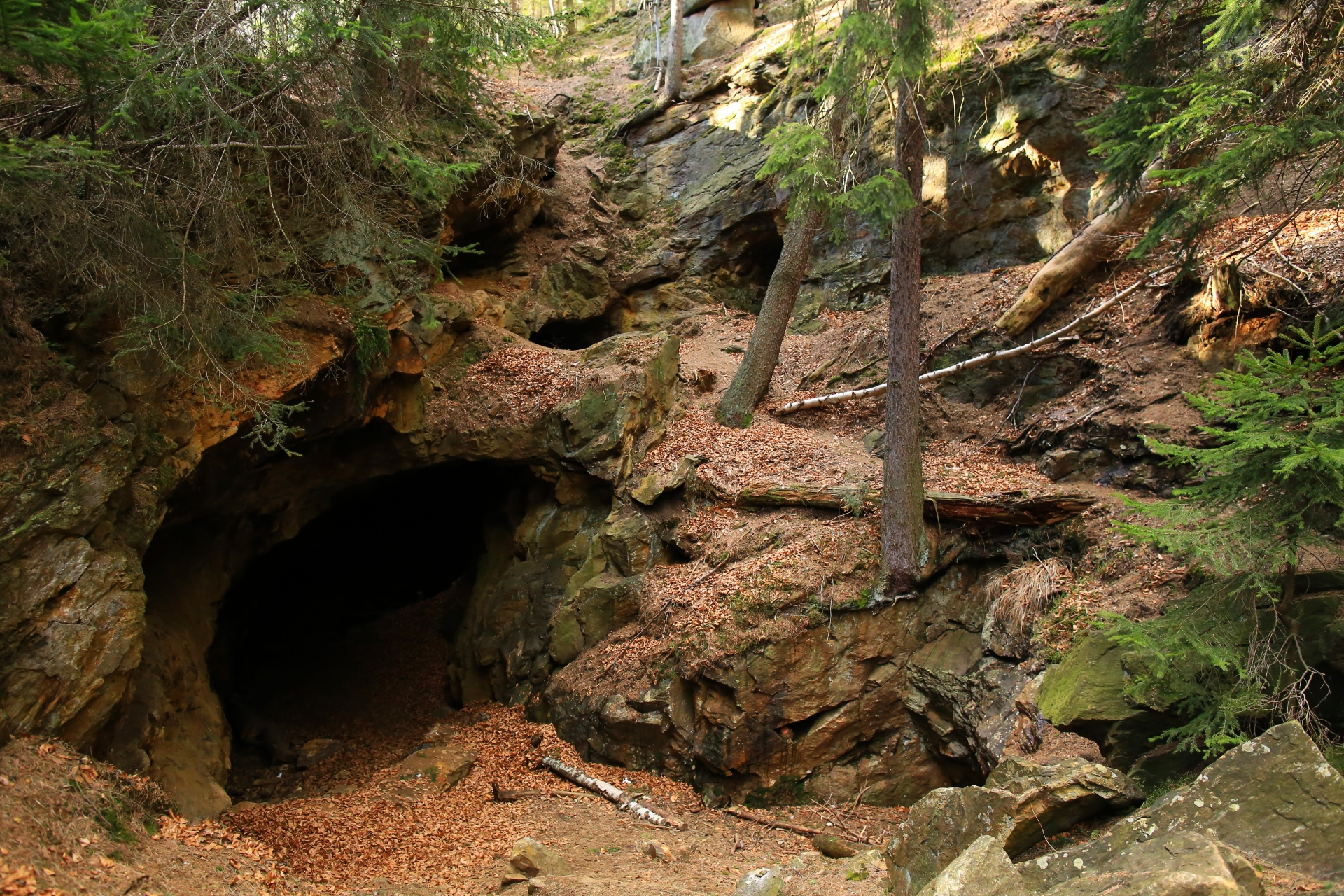
Wejście do sztolni dawnej kopalni pirytu w Szklarskiej Porębie

Położone w dolinie rzeki Kamiennej i jej dopływów (Kamieńczyka i Szklarki), na wys. 440–886 m n.p.m., od południa na stokach Karkonoszy z dominującą nad miastem Szrenicą (1362 m n.p.m.), od północy na stokach Gór Izerskich z Wysokim Kamieniem (1058 m n.p.m.) i Czarną Górą (965 m n.p.m.), zaś od wschodu wzniesienia Pogórza Karkonoskiego oddzielają miasto od Kotliny Jeleniogórskiej.
Sąsiednie gminy: Mirsk, Piechowice, gmina Stara Kamienica. Gmina sąsiaduje z Czechami.
Według danych z roku 2007 Szklarska Poręba ma obszar 75,44 km² (55. lokata w kraju), w tym: użytki rolne: 6%, użytki leśne: 80%
Według danych z 1 stycznia 2011 r. powierzchnia miasta wynosiła 75,44 km² (57. miejsce w kraju). Miasto stanowi 12,01% powierzchni powiatu.

## Klimat
Szklarska Poręba jest największą stacją klimatyczną Dolnego Śląska, znaną i cenioną od połowy XIX wieku. Warunki klimatyczne miasta porównywalne są do walorów miejscowości alpejskich położonych na wysokości 2000 m n.p.m. Odkryli to sportowcy. Polscy kadrowicze często bywają w mieście na obozach kondycyjnych. Częste wiatry oraz ukształtowanie terenu doprowadzają do bardzo szybkiej wymiany mas powietrza. Specyficzny mikroklimat tworzą torfowiska Gór Izerskich.
Od 1891 r. istnieje tu klimatologiczna stacja meteorologiczna (wys. 640 m n.p.m., 50°51′N 15°32′E/50,850000 15,533333). Średnie ciśnienie atmosferyczne wynosi 940,4 hPa. Najwyższą średnią miesięczną (z lat 1891–1930) charakteryzuje się wrzesień – 943,2 hPa, najniższą marzec – 937,6 hPa. Frekwencja cisz (dni bezwietrznych) wynosi 12,8%. W Szklarskiej Porębie aż 60% wszystkich wiatrów jest wywołane zjawiskami fenowymi. Średnio przez 4 dni w roku (na przełomie jesieni i zimy) występują silne wiatry o prędkości przekraczającej 15 m/s. Średnia temperatura roczna z lat 1931–1970 wyniosła +5,8 °C. Najcieplejszymi miesiącami są lipiec i sierpień ze średnimi temperaturami wynoszącymi, odpowiednio: +14,6 °C i +14,3 °C. Najzimniej jest w styczniu i lutym – średnie miesięczne wynoszą –2,9 °C i –2,4 °C. Średnia roczna suma opadów, odnotowana w latach 1891–1940, wyniosła 1158 mm (najbardziej deszczowe miesiące: 126 mm w lipcu i 117 mm w sierpniu; najmniej opadów: 69 mm w lutym i 79 mm w marcu). Średnia wilgotność względna powietrza z lat 1894–1904 wyniosła 81%. Najmniej wilgotnym miesiącem jest maj (75%), natomiast najbardziej wilgotnym grudzień (86%).

## Ochrona przyrody
Na obszarze gminy znajduje się część rezerwatu przyrody Torfowiska Doliny Izery – chroni on kompleks torfowisk typu wysokiego i przejściowego wraz z różnorodną fauną i florą występującą na tym obszarze.

## Historia
Obszary, na których położona jest Szklarska Poręba, należały we wczesnym średniowieczu do tzw. Przesieki odgraniczającej Śląsk, będący częścią Polski (państwa Piastów), od Czech, należących wówczas do Przemyślidów. Następnie, w dobie rozbicia dzielnicowego, były częścią piastowskich księstw, kolejno księstwa wrocławskiego, lwóweckiego i jaworsko-świdnickiego. Po bezpotomnej śmierci ostatniego księcia świdnicko-jaworskiego Bolka II Małego jego dziedziczką stała się księżna Anna świdnicka, żona króla Czech i cesarza Rzeszy Niemieckiej Karola IV Luksemburskiego. Tym samym opisywany obszar stał się częścią Korony Czeskiej. Wraz z nią stał się następnie częścią państwa habsburskiego. Po I wojnie śląskiej Szklarska Poręba wraz ze Śląskiem przeszła w 1742 r. do Prus. Po reorganizacji Prus w 1815 r. należało do Prowincji Śląskiej i było częścią powiatu Jelenia Góra w latach 1816–1945 tworząc własną gminę wiejską. Po 1945 na mocy układu poczdamskiego Szklarska Poręba wraz z całym Śląskiem stała się ponownie częścią państwa polskiego.
W 1281 r. Bernard Zwinny, książę lwówecki, podarował zakonowi joannitów ze Strzegomia ziemie w okolicach dzisiejszych Cieplic. Oprócz tego w lipcu tegoż roku zakonnicy zakupili za 100 grzywien srebra i 2 beczki wina dodatkowo tereny w Górach Izerskich, obejmujące obszar obecnej Szklarskiej Poręby (była to część Wysokiego Grzbietu od Piechowic po Wysoką Kopę ograniczoną rzeką Kamienną i Małą Kamienną), ze względu na wydobywane tam kruszce i kwarce. Zakon jednak wyniósł się z tych terenów po 10 latach, a nowym właścicielem, w XIV w., został rycerz Gotsche Schoff. Jego potomkowie, ród Schaffgotschów z Cieplic, władali całą śląską częścią Karkonoszy i Gór Izerskich od średniowiecza do 1945 roku. Obszary te były od średniowiecza penetrowane przez walońskich poszukiwaczy skarbów, o czym świadczą zapisy w ich księgach, w których wymieniany jest m.in. Wysoki Zamek. We wrocławskiej księdze walońskiej z 1456 roku czytamy Tak więc zapytaj w Jeleniej Górze o wieś, która się nazywa Piechowice, potem będzie Kopaniec. Idź w górę Drogą Górną, następnie e kierunku na Czarną Górę przez hutę szkła, tak dojdziesz do Białej Wody lub Białego Potoku, tutaj znajdziesz złota do wypłukania i ametystów, ile tylko zapragniesz.
Pierwsze wzmianki o hucie szkła w Szklarskiej Porębie pochodzą z lat 1366–1372, przy czym wspomniane dokumenty mówią, że owa huta „stała tu od dawna” i że jej właścicielem był Konrad Kuncze. Rozwój tego rodzaju działalności powodował intensywny wyrąb lasów. Za potrzebnym do wytopu drewnem huty i związane z nimi osady ludzkie przesuwały się w górę dolin potoków. Z procesem tym wiąże się nazwa Szklarska Poręba, gdyż na szklarskich porębach powstawały osady pasterskie, które dał początek dzisiejszemu miastu. Ta pierwsza huta szkła stała w Dolnej Szklarskiej Porębie u zbiegu dzisiejszej ul. Piastowskiej i Wiejskiej. W 1490 roku wybudowano tu też pierwszy kościół. Tu także aż do XIX wieku było centrum miejscowości, w którym obok kościoła znajdowała się karczma sądowa. W 1575 r. powstała huta nad Czeską Strugą założona przez czeskiego mistrza Bèdřicha, produkująca białe szkło ołowiowe. Rozpoczęła ona nową erę w dziejach Szklarskiej Poręby, gdyż szkło tutaj produkowane znalazło zbyt na książęcych i biskupich dworach. Po drugiej stronie rzeki Kamiennej, nad Kurzacką Wodą powstało wówczas osiedle (dzisiejsza Szklarka), w którym produkowano dla huty potaż z popiołu drzewnego i przygotowywano drewno opałowe.
W 1617 r. w Białej Dolinie powstała nowa huta szkła, która nie tylko dała początek jeszcze jednej osadzie, ale zyskała europejską sławę jako miejsce produkcji wysokiej jakości szkła. Jej założycielem był przedstawiciel czeskiej rodziny hutników szkła przybyły z Kresic Wolfang Preussler. Zapoczątkował on śląską gałąź wspomnianej rodziny. Umowę na powstanie i użytkowanie huty zawarł z właścicielem tych terenów, Ulrichem Schaffgotschem. Potomek Wolfanga, Christoph Preussler, założył w 1702 roku filię wspomnianej huty na zboczach Babińca w dolinie Kamiennej. Wyroby z huty Preusslerów były dobrze znane na Śląsku i docierały także na dwory magnackie w Rzeczypospolitej, jak i na dwór angielski. W 1754 roku, z powodu braku potażu i drewna, na polecanie władz pruskich Georg Siegmund Preussler przeniósł wspomnianą hutę do osady Orle, gdzie funkcjonowała ona do 1890 roku. W jej miejscu powstał istniejący zajazd Georga Schneidera.
W 1578 r., uciekając przed prześladowaniami religijnymi, przybyła tu uciekinierka z Czech, ewangeliczka Maria Pluchova. Na początku następnego wieku wokół jej domu zaczęły osiedlać się kolejne grupy uchodźców z Czech, dając początek miejscowości Marysin, dziś jednemu z osiedli Szklarskiej Poręby. W tym samym okresie odnotowano też wiadomości o buntach chłopskich. W czasie jednego z nich, w latach 1587–1589, zbuntowani chłopi osadzili jedyną wówczas drogę z Piechowic i przez dwa lata nie dopuszczali do wsi pańskich urzędników. Pamiątką po tych wydarzeniach jest nazwa skałki Stróżna – między Piechowicami a Dolną Szklarską Porębą. W tej okolicy, nad Kamienną w latach 1772–1856 czynna była duża wytwórnia kwasu siarkowego (tzw. witriolejnia) należąca do kupca z Podgórzyna Christiana Melchiora Prellera. Surowcem dla niej były piryty wydobywane w miejscowych kopalniach (wspominane już w 1530). Do najważniejszych z nich należały te, które były położone na stokach Czarnej Góry oraz w pobliżu Zbójeckich Skał. Zakład działał przez ponad 80 lat do wyczerpania się pokładów pirytów nosząc od 1808 roku nazwę Vitrol-Werks-Producten-Handlung.
Odnowienie przemysłu szklarskiego w dolinie Kamiennej wiąże się z powstaniem w 1842 huty nazywanej „Józefina”, a po 1945 r. „Julia”. Jej pierwotna nazwa pochodziła od imienia żony właściciela tych ziem Leopolda Schaffgotscha – Josephine Clementine von Zieten. Jej założycielem i wieloletnim dyrektorem był Franz Pohl. Był on znakomitym projektantem i twórcą form szklarskich. Był także wybitnym technologiem i wynalazcą. Ponownie odkrył zapomniane od czasów rzymskich tajniki produkcji białej emalii pakowej, a także wynalazł szkło „Jubilat” (z alabastru i rubinu szkła), a także tzw. alabaster bohemski. Z własnych środków ufundował szkołę dla dzieci hutników, a dla nich samych założył kasę chorych. Wyroby szklane pochodzące z „Józefiny” zasłynęły w całej Europie, a nawet w świecie, szczególnie gdy wystawiono je w 1851 roku na londyńskiej światowej wystawie przemysłowej. Zasłużoną sławę karkonoskiego szkła ugruntowały kolejne wystawy światowe w Paryżu w 1867 r. i w Wiedniu w 1873 r. W okresie secesji wyroby z huty „Józefina” zaczęły ulegać nowym prądom i podporządkowywać się założeniom artystycznym nowego stylu. Produkowane tutaj szkła wyróżniają się bogatą dekoracją malarską połączoną ze złoceniami, koloryt nabiera intensywności, stwarzając wyraziste tła dla stylizowanych malatur roślinnych. Pod względem poziomu artystycznego na specjalną uwagę zasługuje kunszt grawerski osiągnięty przez Wenzla i Edgara Benna. Ulubionymi motywami były grawerowane z wielką precyzją zwierzęta, ptaki, kwiaty i owoce, odznaczające się lekkim, precyzyjnym rysunkiem. Huta była własnością rodziny Schaffgotschów do 1923 roku, gdy wraz Heckertsche Glashütte w Piechowicach i Neumann & Staebe z Sobieszowa stała się częścią nowej firmy „Josephinenhütte AG”, która działała do 1945 roku.
Na początku XIX w. Szklarska Poręba była jedną z największych wsi sudeckich, składającą się z 26 osad i przysiółków z 336 domami, dwoma kościołami (katolickim i ewangelickim), czterema szkołami, dwoma hutami, szesnastoma szlifierniami szkła, trzema młynami i tartakiem. Po wybudowaniu huty Józefina, a także w latach 1845–1847 drogi z Piechowic przez Przełęcz Szklarską do Harrachova oraz linii kolejowej z Jeleniej Góry do Tanvaldu (1900–1902) zaczęło się kształtować nowe centrum miejscowości w rozległym obniżeniu u zbiegu Kamiennej, Bielenia i Kamieńczyka. Tu właśnie zbiorowisko kilkunastu leśnych osad zaczęło się przekształcać w centrum największej miejscowości uzdrowiskowej Sudetów. Procesy te wydatnie zostały wzmocnione, gdy w latach siedemdziesiątych XIX wieku nastąpił wzrost znaczenia Szklarskiej Poręby jako ośrodka turystyczno-wypoczynkowego. Z jednej strony wiązało się z dobrą sytuacją gospodarczą Prus po zwycięskiej wojnie z Francją, z drugiej strony z budową nowoczesnych hoteli, pensjonatów i restauracji w Karkonoszach. Dodatkowo Szklarska Poręba przyciągała pięknymi krajobrazami i renomą światowego ośrodka hutnictwa szkła. W związku z rozwojem miejscowości hrabia Ludwig Schaffgotsch wybudował w tym rejonie dwa kościoły, najpierw w 1887 r. powstał przeznaczony dla katolików neoromański kościół pw. Bożego Ciała (przy ul. Franciszkańskiej), następnie w roku 1889 kościół ewangelicki usytuowany na Kruczych Skałach.
Renomę miejscowości potwierdzali napływający od końca XIX w. przedstawiciele świata kultury, nauki i sztuki, tworząc tu swego rodzaju kolonię artystyczną. W historii sztuki i literatury znane są miejsca, w których grupowali się artyści czy pisarze, by móc czerpać twórcze inspiracje z szeroko pojmowanego otoczenia. Najbardziej znaną kolonią artystyczną XIX wieku były okolice Barbizon, będące szkołą francuskiego realistycznego malarstwa pejzażowego. W niedługi czas potem małym miasteczku Kronenberg koło Frankfurtu nad Menem powstała zbliżona w swoim charakterze do ośrodka francuskiego kolonia malarzy – pejzażystów zwana często „niemieckim Barbizon”. Na gruncie polskim takim miejscem, w którym zgrupowali się ludzie sztuki i nauki było przez długi czas Zakopane oraz później również Kazimierz nad Wisłą, a po czeskiej stronie gór przez pewien czas Jablonec nad Nisou. Także Szklarska Poręba stała się miejscem powstania takiej kolonii artystycznej. Jej założycielami byli dwaj bracia, a zarazem pisarze Carl i Gerhart Hauptmanowie.  W 1890 osiedlili się w części Szklarskiej Poręby znanej pod nazwą Doliny Siedmiu Domów. Dom braci Hauptmanów stał się miejscem spotkań tutejszej kolonii artystów, do których zaliczali się m.in. Otto Mueller, Max Wislicenus, Fritz Erler, Artur Rudolph, Paula Modersohn, Otto Modersohn, Wanda Bibrowicz, Wilhelm Bölsche, Bruno Wille, Hermann von Hendrich, Alfred Koeppen, Georg Reicke, Latem 1922 doszło do założenia Stowarzyszenia Artystycznego Twórców św. Łukasza w Szklarskiej Porębie.
Podczas II wojny światowej okolice Szklarskiej Poręby przekształciły się w kompleks leczniczo-wypoczynkowy dla rannych żołnierzy Wermachtu. Oddalone od głównych miast i pól bitewnych nie zanotowały także większych zniszczeń. Już po kapitulacji Niemiec oddziały Armii Czerwonej 9 maja 1945 roku wkroczyły do Szklarskiej Poręby. Najpierw dotarły tu pododdziały 220 Dywizji Strzeleckiej, następnie 176 Dywizji Strzeleckiej, a pod koniec dnia Szklarską Porębę osiągnęły pułki 174 Dywizji Strzeleckiej. Wszystkie one należały do 44 Korpusu Strzeleckiego. Następnego dnia większość z nich kontynuowała pościg za oddziałami niemieckimi wycofującymi się w kierunku Czech. Już niebawem, bo 30 maja 1945 roku, w Szklarskiej Porębie pojawił się pod dowództwem porucznika Bogdana Gintera 3 batalion 33 pułku piechoty 7 Dywizji Piechoty z 2 Armii Wojska Polskiego i przejął kontrolę nad powstającą granicą polsko-czechosłowacką. Dowództwo i pododdziały batalionu zakwaterowane były w budynku przy ul. Franciszkańskiej. Na jego bazie została następnie utworzona 1 Komenda Odcinka Szklarska Poręba Wojsk Ochrony Pogranicza, przekształcona następnie na 12 Batalion Ochrony Pogranicza. 30 maja 2015 r. odsłonięto pomnik upamiętniający stacjonowanie w mieście w latach 1945–1991 batalionu Wojsk Ochrony Pogranicza.
Miejscowość po 1945 roku nosiła początkowo nazwę Pisarzowice lub Pisarzewiec; obecna nazwa została ustalona przez Instytut Śląski w 1946 r. i oficjalnie zatwierdzona 7 maja 1946. Początkowo do czerwca 1945 urzędowały jeszcze stare niemieckie władze na czele z burmistrzem, wyznaczonym przez Rosjan. Organizatorem nowych polskich władz w Szklarskiej Porębie był Wojciech Tabaka, który jako Pełnomocnik Rządu RP na Obwód Nr 29 (czyli powiat jeleniogórski), objął władzę w regionie 26 maja 1945 r., przejmując ją od niemieckiego Landrata. Ustanowił on działającą w latach 1945–1954 gminę wiejską Szklarska Poręba. Potem miejscowość krótko w 1954 r., bo przez pięć tygodni była siedzibą gromady Szklarska Poręba, uzyskując 13 listopada 1954 status osiedla. 31 grudnia 1959 osiedle Szklarska Poręba otrzymało prawa miejskie. W latach 1975–1998 miasto administracyjnie należało do województwa jeleniogórskiego, obecnie jest częścią powiatu karkonoskiego. W dniach 22–27 września 1947 r. Szklarska Poręba była miejscem narady przedstawicieli dziewięciu partii komunistycznych (z Bułgarii, Czechosłowacji, Jugosławii, Polski, Rumunii, Węgier, ZSRR, Francji i Włoch), w wyniku której powołano do życia Kominform. Jesienią 1998 roku Szklarska Poręba otrzymała miano Zimowej Stolicy Trójki. W 1999 roku natomiast, oficjalnie została ogłoszona Stolicą Programu III Polskiego Radia.
W latach 1945–1946 dotychczasowych mieszkańców wysiedlono do Niemiec, na ich miejsce napłynęła ludność polska. Po przejęciu huty „Józefina” przez władze polskie – już w 1946 roku dzięki zatrudnieniu części starego personelu wznowiła produkcję, Następnie trzon załogi stanowili szklarze huty „Niemien” i innych hut położonych przed wojną na polskich kresach wschodnich. Utrzymano także fuzję z zakładem w Piechowicach. Jej nowa nazwa brzmiała Jeleniogórskie Zjednoczone Zakłady Szklarskie „Józefina” Piechowice-Szklarska Poręba. Z powodu wyjazdu starych pracowników huty i tym samym przerwania tradycji znacznie zmniejszył się asortyment wyrobów i obniżył poziom produkcji. Z większych zamówień w tym okresie – w 1954 wykonano tu wielkie żyrandole z kryształu dla Pałacu Nauki i Kultury w Warszawie. Po przegranym procesie przeciwko „Neue Josephinenhütte” założonej przez Franza Schaffgotscha w Schwäbisch Gmünd, w 1956 roku firma musiała zmienić nazwę na Huta Szkła Kryształowego „Julia”. Dzięki znakomitym projektantom, takim jak Henryk A. Tomaszewski, Jan Owsiewski, małżeństwo Reginy i Aleksandra Puchałów, hucie w Szklarskiej Porębie udało się odzyskać poprzednią renomę i wznieść na wyżyny szklarskiego kunsztu. Produkcja huty “Julia” została zatrzymana po prywatyzacji zakładu, kiedy we wrześniu 1993 r. wygaszono ostatni piec. Udało się uratować zakład w Piechowicach, który działa do dziś. Obecnie wielowiekowe tradycje hutnictwa szkła w Szklarskiej Porębie podtrzymuje mistrz Henryk Łubkowski,  wykonując w “Leśnej Hucie” szkła barwione w masie, ręcznie formowane.

## Zabytki

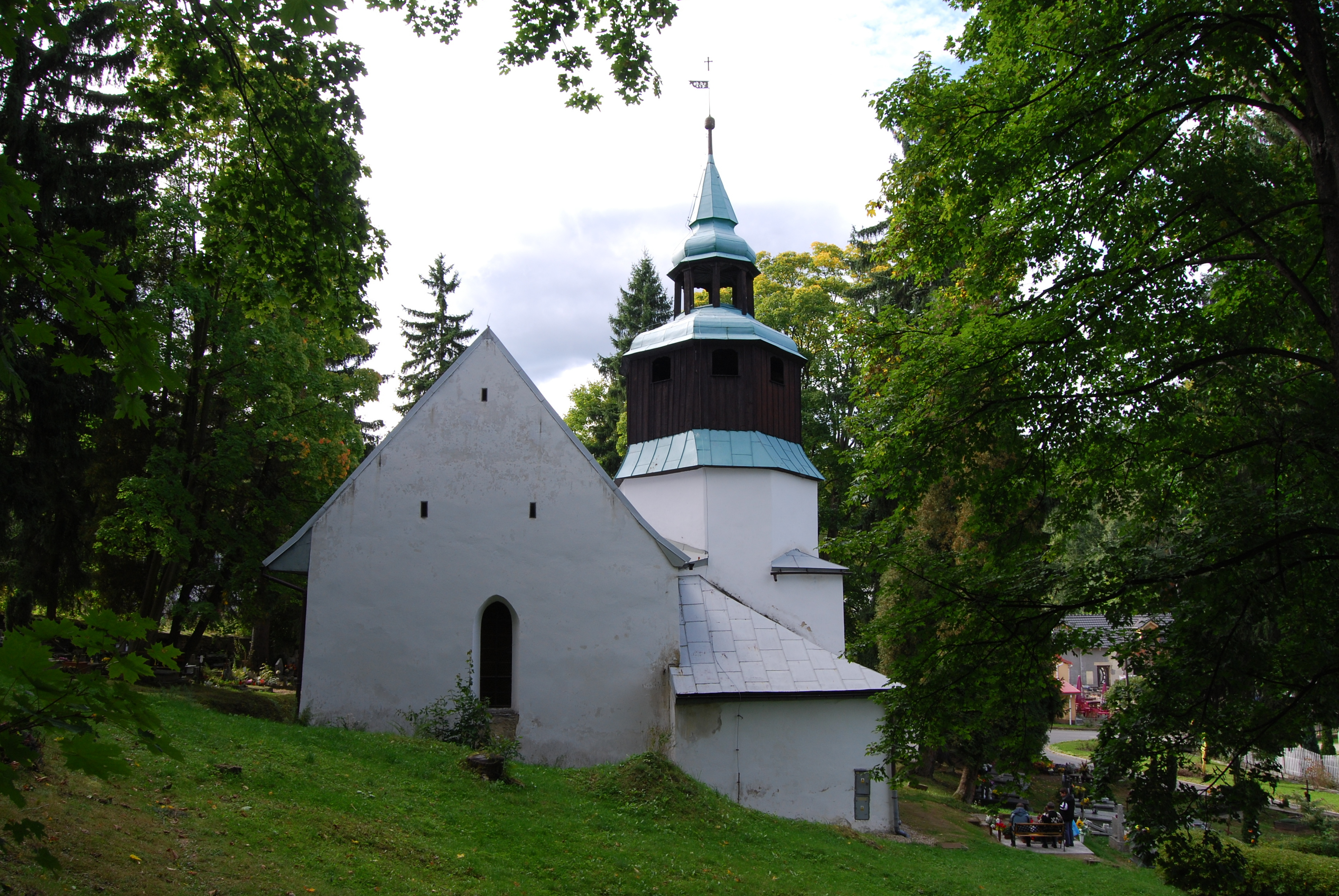
Kościół MB Różańcowej z 1652 r.

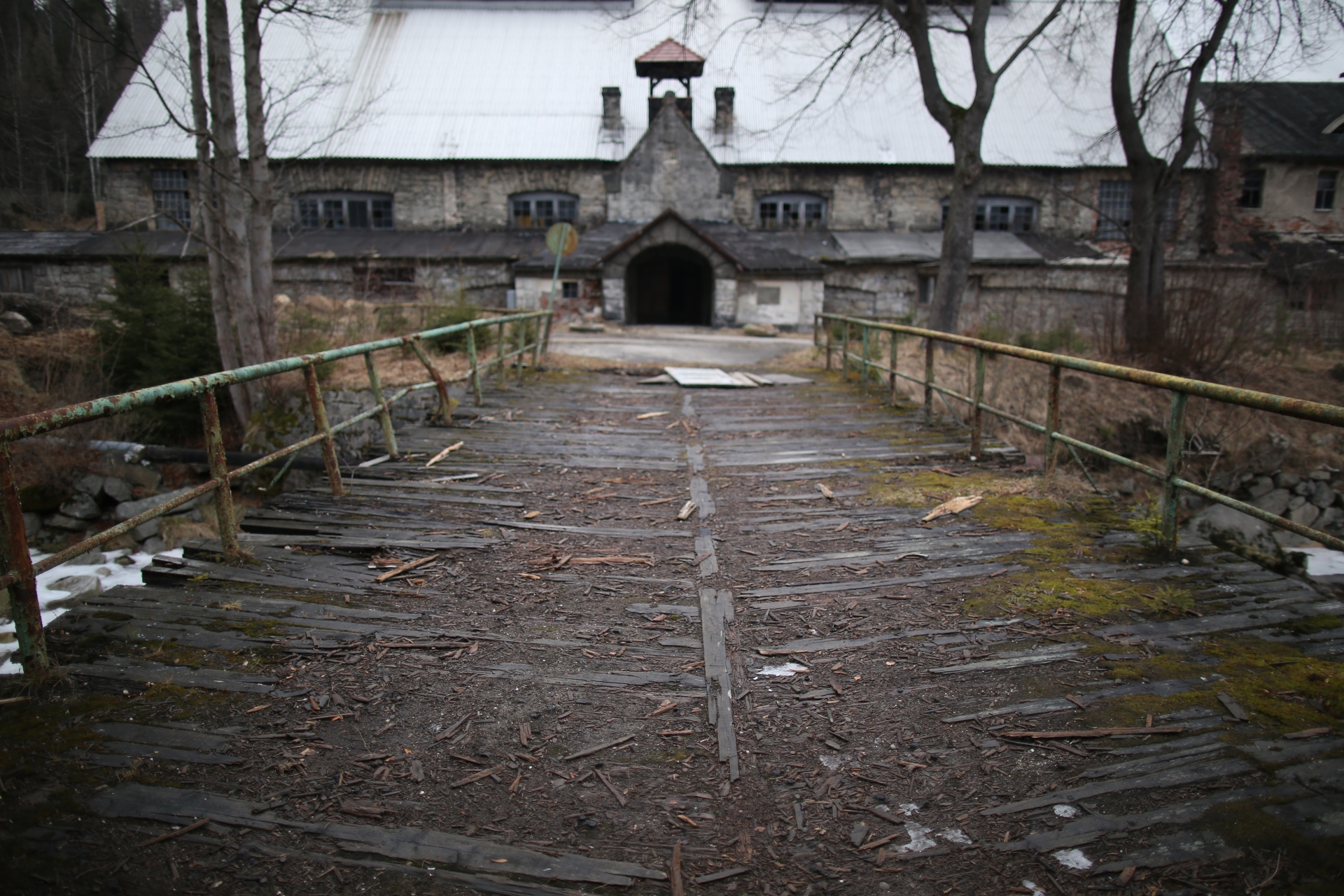
Nieczynna huta szkła w Szklarskiej Porębie

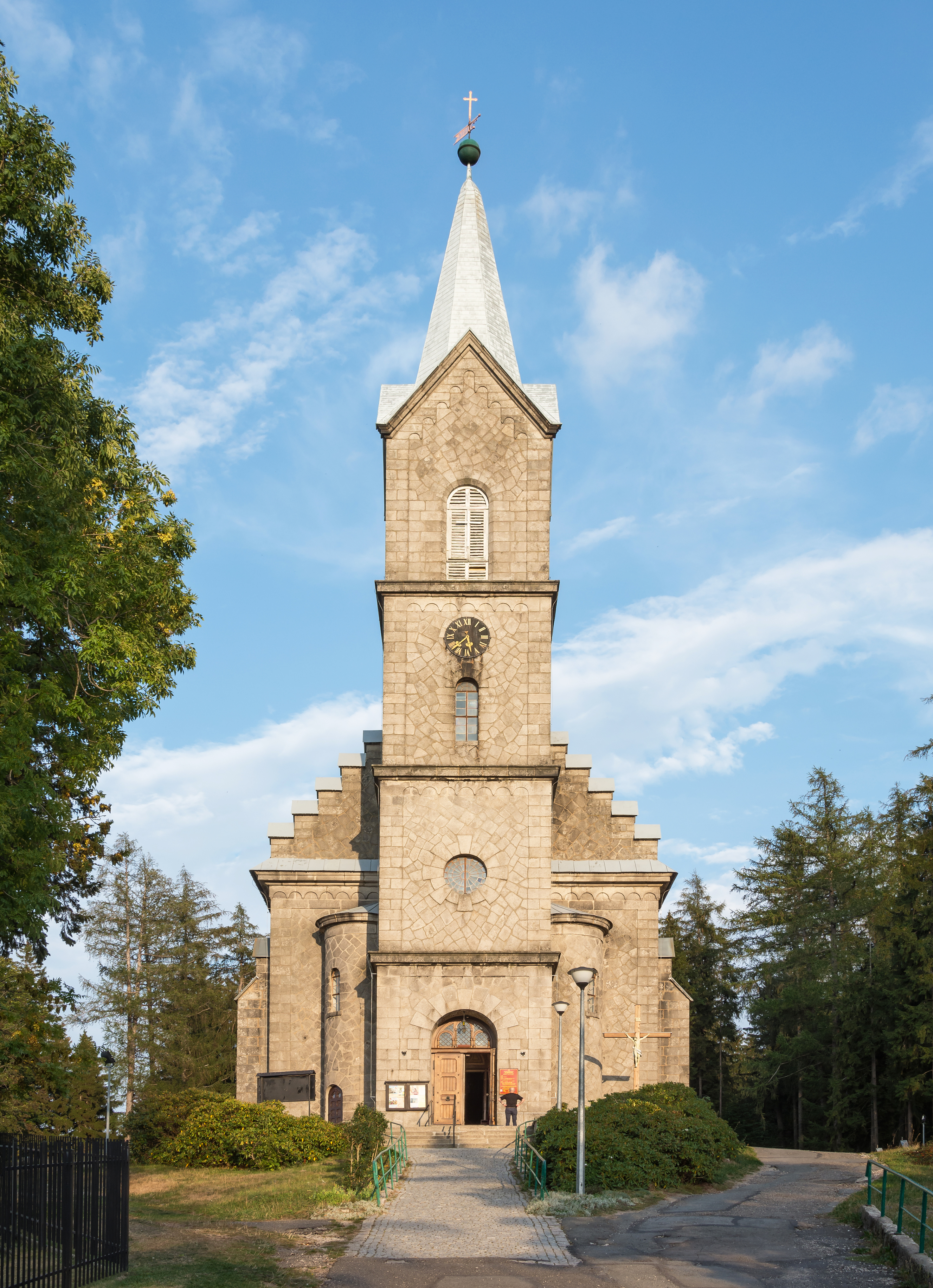
Kościół Bożego Ciała w Szklarskiej Porębie (XIX w.)

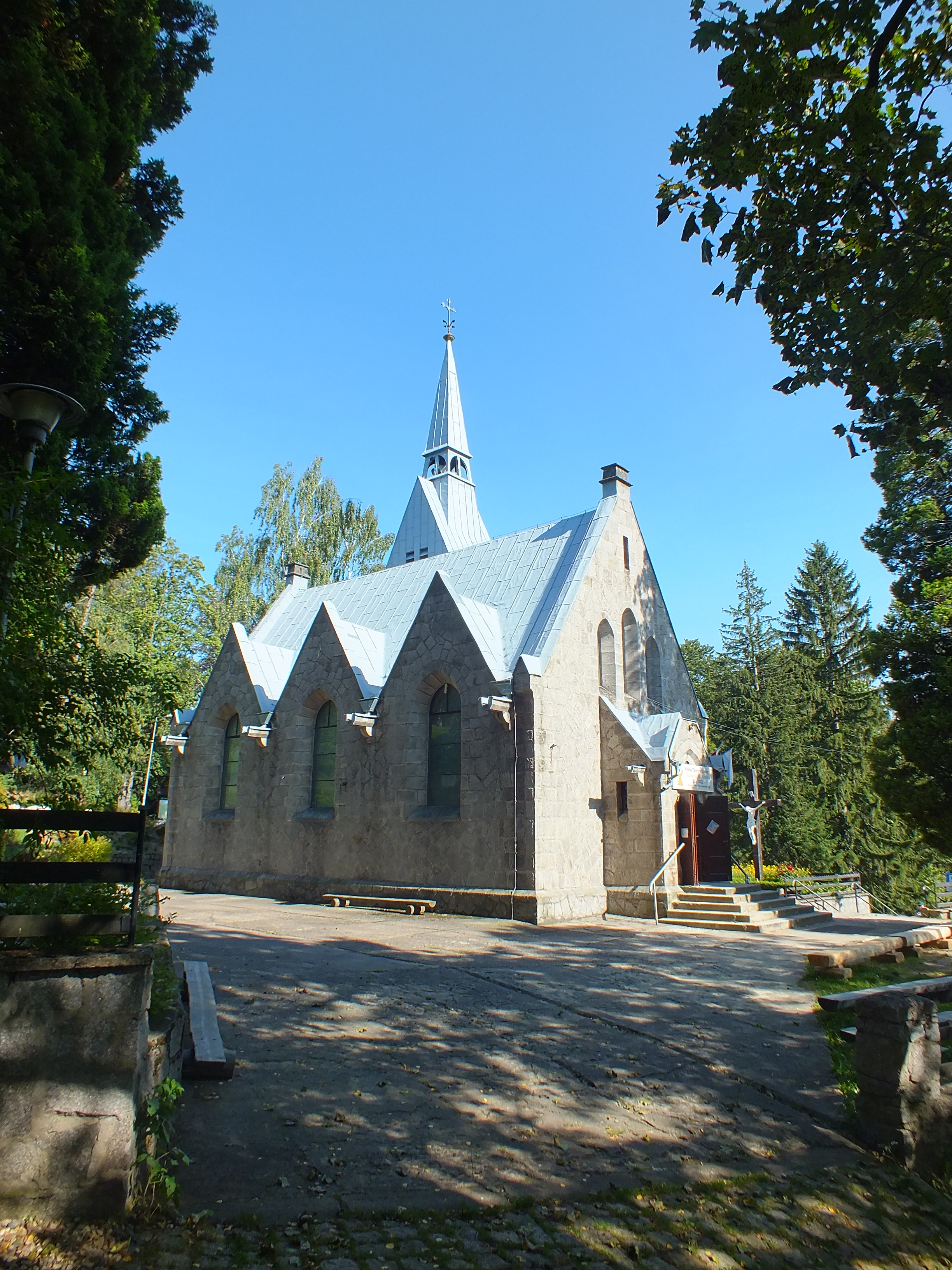
Kościół św. Maksymiliana Marii Kolbego

Do wojewódzkiego rejestru zabytków wpisane są obiekty:
- miasto, z XIX w./XX w.
- kościół pw. MB Różańcowej, z 1652 r., XIX w.
- cmentarz
- kościół dawniej ewangelicki, obecnie filialny rzym.-kat. pw. Niepokalanego Serca NMP, z l. 1775-86
- cmentarz przykościelny
- dom „Zacisze IV”, ul. Caritas 2, z 1921 r.
- dom, ul. Cicha 2, z pocz. XX w.
- dom, ul. Cicha 4, po 1920 r.
- dom, ul. Cicha 8, z pocz. XX w.
- dom mieszkalno-gosp. w „Dolinie Siedmiu Domów”, ul. Górna 10, z 1738 r., pocz. XX w.
- dom, ul. Kilińskiego 17, z pocz. XX w.
- zespół willowy, ul. Kilińskiego 18, z 1890 r.:
  - willa „Zacisze III”
  - wozownia
  - ogród
- willa, obecnie Muzeum Mineralogiczne, ul. Kilińskiego 20, mur.-drewn., z 1885 r.
- willa Carla Hauptmana, drewn., ul. 11 Listopada 9, z k. XIX w.
  - park
- dom, drewn./mur. Willa „Szamanówka”, ul. 11 Listopada 24, z 1740 r.
- willa – pensjonat, ul. 1 Maja 64, po 1920 r.
- dom, ul. Muzealna 5, szach., z 1905 r.
- pensjonat, ul. Orzeszkowej 6, z 1920 r.
- pensjonat, ul. Orzeszkowej 8, z 1920 r.
- pensjonat, obecnie dom, ul. Sikorskiego 1, mur.-szach., z 1885 r., po 1920 r.
- dom z ogrodem, ul. Wrzosowa 17, po 1920 r.
- młyn św. Łukasza, obecnie hotel i restauracja „Złota Jama”, mur.-szach., 1870 r.
- budynek fabryczny huty „Julia”, powstałej w XVIII w. i zamkniętej w 2000, obecnie niszczejący[36]
- kościół Bożego Ciała

## Części
Szklarska Poręba dzieli się tradycyjnie na następujące części (dawne wsie lub osiedla):
- Biała Dolina
- Szklarska Poręba Górna
- Marysin
- Szklarska Poręba Średnia
- Szklarska Poręba Dolna

ponadto administracyjnie częścią Szklarskiej Poręby są:
- Jakuszyce

## Demografia
Mieszkańcy Szklarskiej Poręby w latach 1950–2021
| Rok  | Liczba mieszkańców | Mężczyźni | Kobiety | Rok  | Liczba mieszkańców | Mężczyźni | Kobiety | Rok  | Liczba mieszkańców | Mężczyźni | Kobiety |
| 1950 | 4 555              | 2 171     | 2 384   | 1974 | 6 182              | 3 006     | 3 175   | 1998 | 7 077              | 3 438     | 3 638   |
| 1951 | 4 640              | 2 212     | 2 427   | 1975 | 6 234              | 3 032     | 3 202   | 1999 | 7 078              | 3 437     | 3 640   |
| 1952 | 4 728              | 2 257     | 2 471   | 1976 | 6 288              | 3 059     | 3 229   | 2000 | 7 076              | 3 435     | 3 640   |
| 1953 | 4 819              | 2 303     | 2 515   | 1977 | 6 344              | 3 086     | 3 257   | 2001 | 7 071              | 3 431     | 3 640   |
| 1954 | 4 911              | 2 352     | 2 559   | 1978 | 6 402              | 3 114     | 3 287   | 2002 | 7 063              | 3 425     | 3 638   |
| 1955 | 5 004              | 2 400     | 2 603   | 1979 | 6 461              | 3 144     | 3 317   | 2003 | 7 055              | 3 419     | 3 635   |
| 1956 | 5 096              | 2 449     | 2 647   | 1980 | 6 522              | 3 173     | 3 348   | 2004 | 7 047              | 3 413     | 3 633   |
| 1957 | 5 186              | 2 497     | 2 689   | 1981 | 6 584              | 3 205     | 3 379   | 2005 | 7 041              | 3 409     | 3 632   |
| 1958 | 5 273              | 2 543     | 2 729   | 1982 | 6 647              | 3 236     | 3 410   | 2006 | 7 038              | 3 406     | 3 632   |
| 1959 | 5 356              | 2 587     | 2 768   | 1983 | 6 708              | 3 267     | 3 441   | 2007 | 7 038              | 3 404     | 3 634   |
| 1960 | 5 434              | 2 628     | 2 806   | 1984 | 6 765              | 3 295     | 3 469   | 2008 | 7 039              | 3 403     | 3 635   |
| 1961 | 5 508              | 2 666     | 2 841   | 1985 | 6 814              | 3 320     | 3 494   | 2009 | 7 038              | 3 402     | 3 635   |
| 1962 | 5 577              | 2 701     | 2 875   | 1986 | 6 856              | 3 340     | 3 515   | 2010 | 7 034              | 3 401     | 3 633   |
| 1963 | 5 640              | 2 734     | 2 906   | 1987 | 6 890              | 3 357     | 3 533   | 2011 | 7 026              | 3 398     | 3 628   |
| 1964 | 5 700              | 2 763     | 2 936   | 1988 | 6 918              | 3 370     | 3 548   | 2012 | 7 015              | 3 394     | 3 620   |
| 1965 | 5 755              | 2 791     | 2 964   | 1989 | 6 943              | 3 381     | 3 561   | 2013 | 7 002              | 3 390     | 3 612   |
| 1966 | 5 806              | 2 817     | 2 989   | 1990 | 6 966              | 3 392     | 3 574   | 2014 | 6 990              | 3 386     | 3 603   |
| 1967 | 5 854              | 2 840     | 3 013   | 1991 | 6 989              | 3 402     | 3 586   | 2015 | 6 980              | 3 383     | 3 596   |
| 1968 | 5 900              | 2 863     | 3 036   | 1992 | 7 010              | 3 412     | 3 598   | 2016 | 6 971              | 3 379     | 3 592   |
| 1969 | 5 944              | 2 885     | 3 058   | 1993 | 7 029              | 3 420     | 3 608   | 2017 | 6 965              | 3 376     | 3 588   |
| 1970 | 5 990              | 2 908     | 3 081   | 1994 | 7 045              | 3 427     | 3 617   | 2018 | 6 959              | 3 373     | 3 586   |
| 1971 | 6 036              | 2 932     | 3 104   | 1995 | 7 058              | 3 432     | 3 625   | 2019 | 6 953              | 3 369     | 3 583   |
| 1972 | 6 083              | 2 956     | 3 127   | 1996 | 7 067              | 3 436     | 3 631   | 2020 | 6 945              | 3 365     | 3 580   |
| 1973 | 6 131              | 2 980     | 3 151   | 1997 | 7 073              | 3 438     | 3 635   | 2021 | 6 936              | 3 360     | 3 575   |

Dane z 31 grudnia 2009:
| Opis                              | Ogółem | Ogółem | Mężczyźni | Mężczyźni | Kobiety | Kobiety |
| --------------------------------- | ------ | ------ | --------- | --------- | ------- | ------- |
| Jednostka                         | osób   | %      | osób      | %         | osób    | %       |
| Populacja                         | 6 880  | 100    | 3222      | 46,8      | 3658    | 53,2    |
| Gęstość zaludnienia [mieszk./km²] | 105,8  | 105,8  | 49,6      | 49,6      | 56,3    | 56,3    |

Piramida wieku mieszkańców Szklarskiej Poręby w 2014 roku.

## Transport

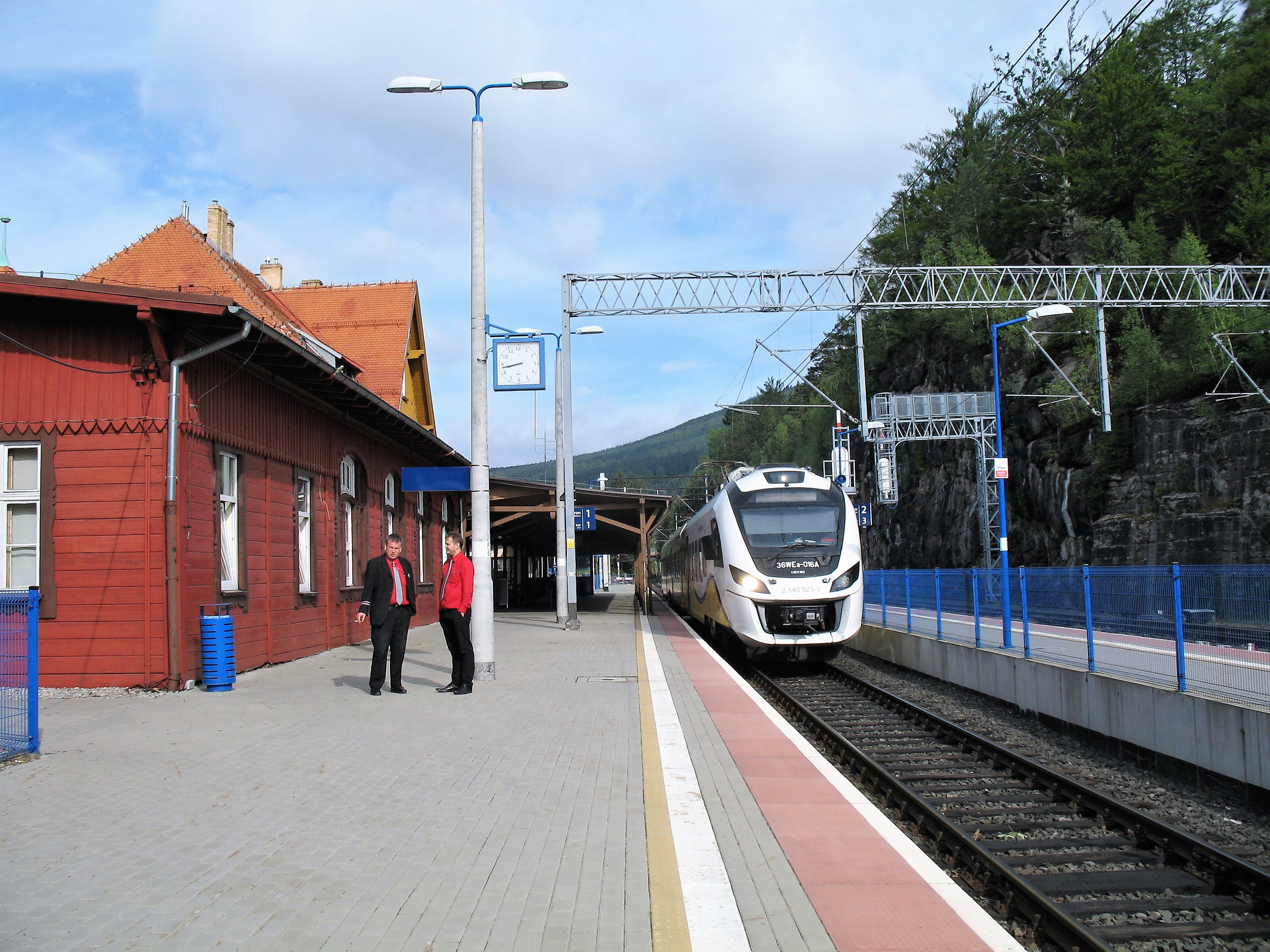
Szklarska Poręba Górna

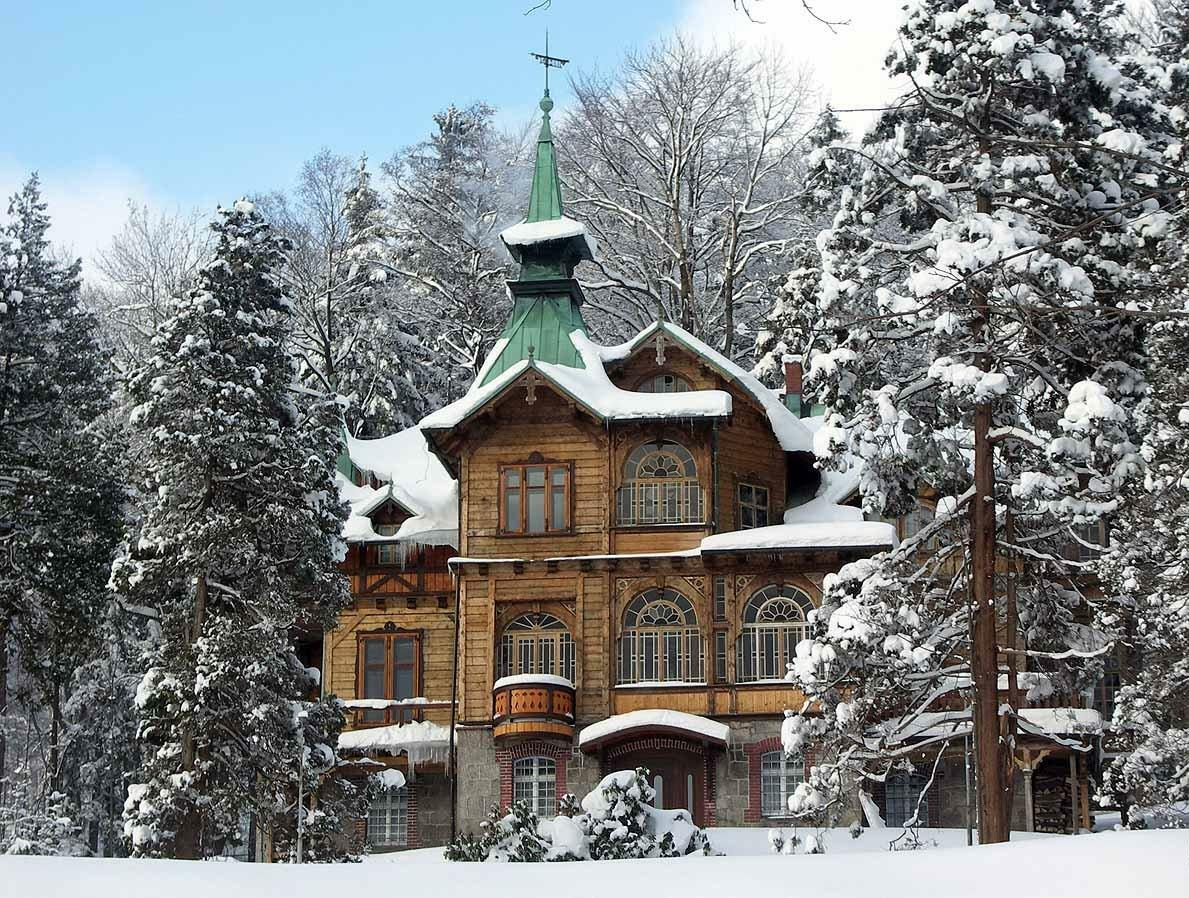
Szklarska Poręba, Willa „Jaskółka”

Do Szklarskiej Poręby można dojechać koleją z różnych miast Polski od strony Wrocławia. W lipcu 2010 roku ze Szklarskiej Poręby wznowiono przewozy na nieczynnym przez wiele lat odcinku linii kolejowej do Kořenova przez Jakuszyce i Harrachov (połączenia wspólne KD i ČD do Liberca). Cała trasa tzw. Kolei Izerskiej została odnowiona w latach 2010–2014, a na linię, zarówno od strony Polski, jak Czech, skierowano nowoczesny tabor.
Stacje i przystanki kolejowe w Szklarskiej Porębie:
- Szklarska Poręba Dolna;
- Szklarska Poręba Średnia;
- Szklarska Poręba Górna;
- Szklarska Poręba Huta;
- Szklarska Poręba Jakuszyce;

Na stacji Szklarska Poręba Górna funkcjonuje kasa biletowa, prowadzona przez Koleje Dolnośląskie.
W Szklarskiej Porębie istnieje przystanek dworcowy obsługiwany przez przewoźników drogowych, będący pętlą dla dwóch połączeń regionalnych PKS Tour Jelenia Góra. Od 1 lutego 2021 połączenia wykonywane są w ramach Powiatowej Komunikacji Karkonoskiej i noszą numery:
- 109 Szklarska Poręba – Jelenia Góra przez Piechowice,
- 106 Szklarska Poręba – Karpacz przez Jelenią Górę-Cieplice[42][43].

W autobusach PKS Tour Jelenia Góra oraz pociągach osobowych Kolei Dolnośląskich i Polregio na trasach Szklarska Poręba – Jelenia Góra i Szklarska Poręba – Karpacz jest honorowany przygraniczny bilet wycieczkowy EURO-NYSA-Ticket, sprzedawany w kasach biletowych przewoźników.
Połączenia z Jelenią Górą przez Szklarską Porębę Dolna i Wojcieszyce realizowała także mikrobusami firma Ro-Ko.
2 lipca 2016 uruchomiono bezpłatną linię komunikacji miejskiej, łączącą w dni wolne od pracy dwa razy dziennie Świeradów-Zdrój ze Szklarską Porębą. Linia ta funkcjonowała do 2019.
23 maja 2022 uruchomiono linię komunikacji miejskiej, łączącą Szklarską Porębę Górną i Dolną (9 przystanków) 4 kursami w dni robocze, których obsługę powierzono PKS Tour. Z uwagi na zainteresowanie, zgodnie z postulatami społeczeństwa 1 października linię wydłużono do dolnej stacji wyciągu, liczbę połączeń zwiększono, a czas funkcjonowania połączenia rozszerzono na soboty i niedziele.

## Turystyka
Rozbudowana i różnorodna baza noclegowa oraz liczne atrakcje czynią ze Szklarskiej Poręby miejscowość atrakcyjną dla turystów. W miejscowości znajduje się Karkonoskie Centrum Edukacji Ekologicznej, prezentujące przyrodę i klimat oraz działalność człowieka w Karkonoszach. Znajduje się tutaj również Muzeum Mineralogiczne (z największym w Polsce samorodkiem złota), Dom Wlastimila Hofmana, Kamienny Krąg Zbigniewa Frączkiewicza, Stara Chata Walońska „Juna” (zamknięta we IX 2016), Leśna Huta, Żelazny Tygiel Waloński (skansen odtworzonych urządzeń górniczo-hutniczych) oraz dom Carla i Gerharta Hauptmannów (filia Muzeum Karkonoskiego, prezentująca m.in. szkło z Huty Józefina) wraz z otaczającym ogrodem o powierzchni 4,5 ha, tzw. Ogrodem Ducha Gór.

### Trasy rowerowe

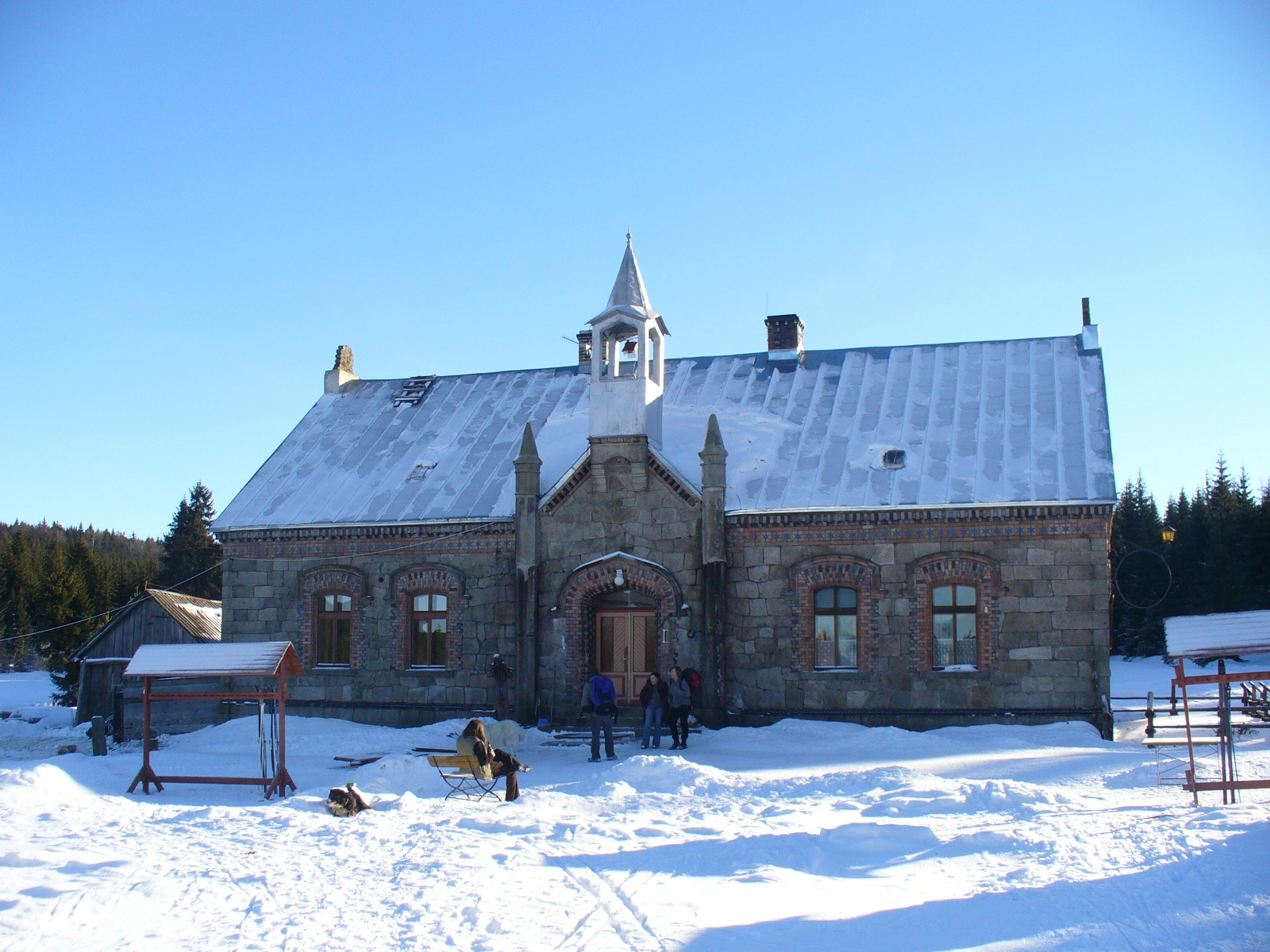
Schronisko Orle – pozostałość po zlikwidowanej hucie szkła

Wokół Szklarskiej Poręby, a także w samym mieście wytyczonych jest już ponad 200 km tras rowerowych o różnym stopniu trudności, dla amatorów, sportowców i rodzinnych wycieczek. Miasto jest doskonałym punktem wypadowym wycieczek w głąb polskich i czeskich Karkonoszy i Gór Izerskich oraz do atrakcyjnych, turystycznych miejscowości po jednej i drugiej stronie granicy. Trasy rowerowe Szklarskiej Poręby łączą się z trasami rowerowymi okolic Harrachova i Kořenova (Czechy) przez turystyczne-górskie przejścia graniczne.
Przez Szklarską Porębę przebiega Euroregionalny długodystansowy szlak rowerowy „Liczyrzepa” ER-2 biegnący przez całe Sudety – z Zittau do Mieroszowa.

### Piesze szlaki turystyczne

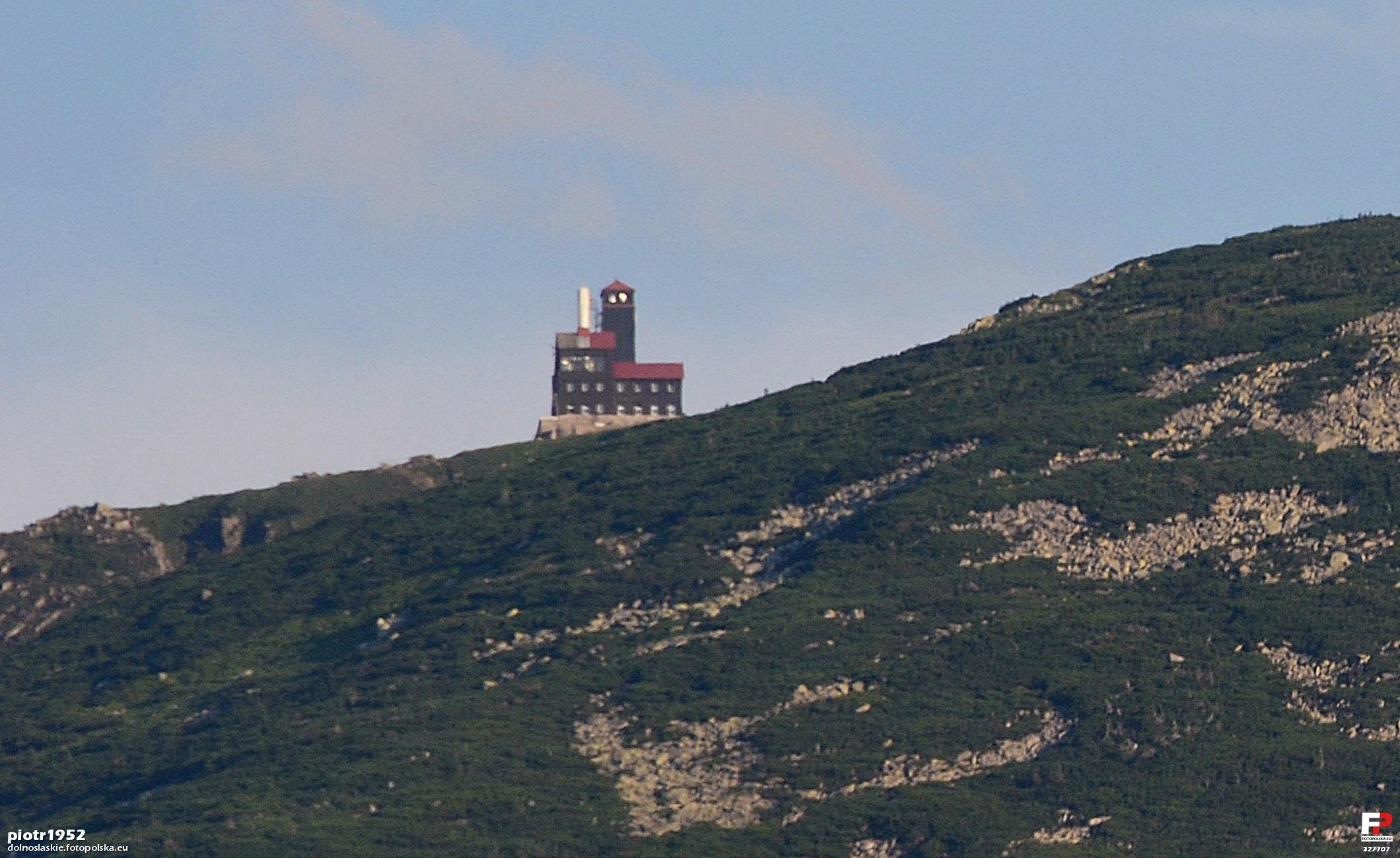
Szklarska Poręba, Stacja przekaźnikowa w pobliżu Śnieżnych Kotłów

- Główny Szlak Sudecki: Świeradów-Zdrój – … – Rozdroże pod Zwaliskiem – Wysoki Kamień – Szklarska Poręba – Schronisko „Kamieńczyk” – Hala Szrenicka (schronisko PTTK) – trawers Szrenicy – Łabski Szczyt – Śmielec – Czeskie Kamienie – Śląskie Kamienie – Przełęcz Karkonoska (schronisko PTTK „Odrodzenie”) – … – Prudnik
- Hala Izerska – Wieczorny Zamek – Szklarska Poręba – Sowiniec – Szklarska Poręba Dolna PKP
- Szklarska Poręba – Kukułcze Skały – Schronisko PTTK „Pod Łabskim Szczytem” – Czarcia Ambona (Śnieżne Kotły) – Labská bouda (CZ)
- Szklarska Poręba – Michałowice – Jagniątków – Zamek Chojnik (Jelenia Góra-Sobieszów)
- wokół Szklarskiej Poręby: dolna stacja wyciągu krzesełkowego na Szrenicę – Szklarska Poręba Górna – Muzeum Energetyki – Schronisko PTTK „Kochanówka” – Szklarska Poręba Dolna PKP – Biała Dolina – stacja wyciągu na Szrenicę

## Sport

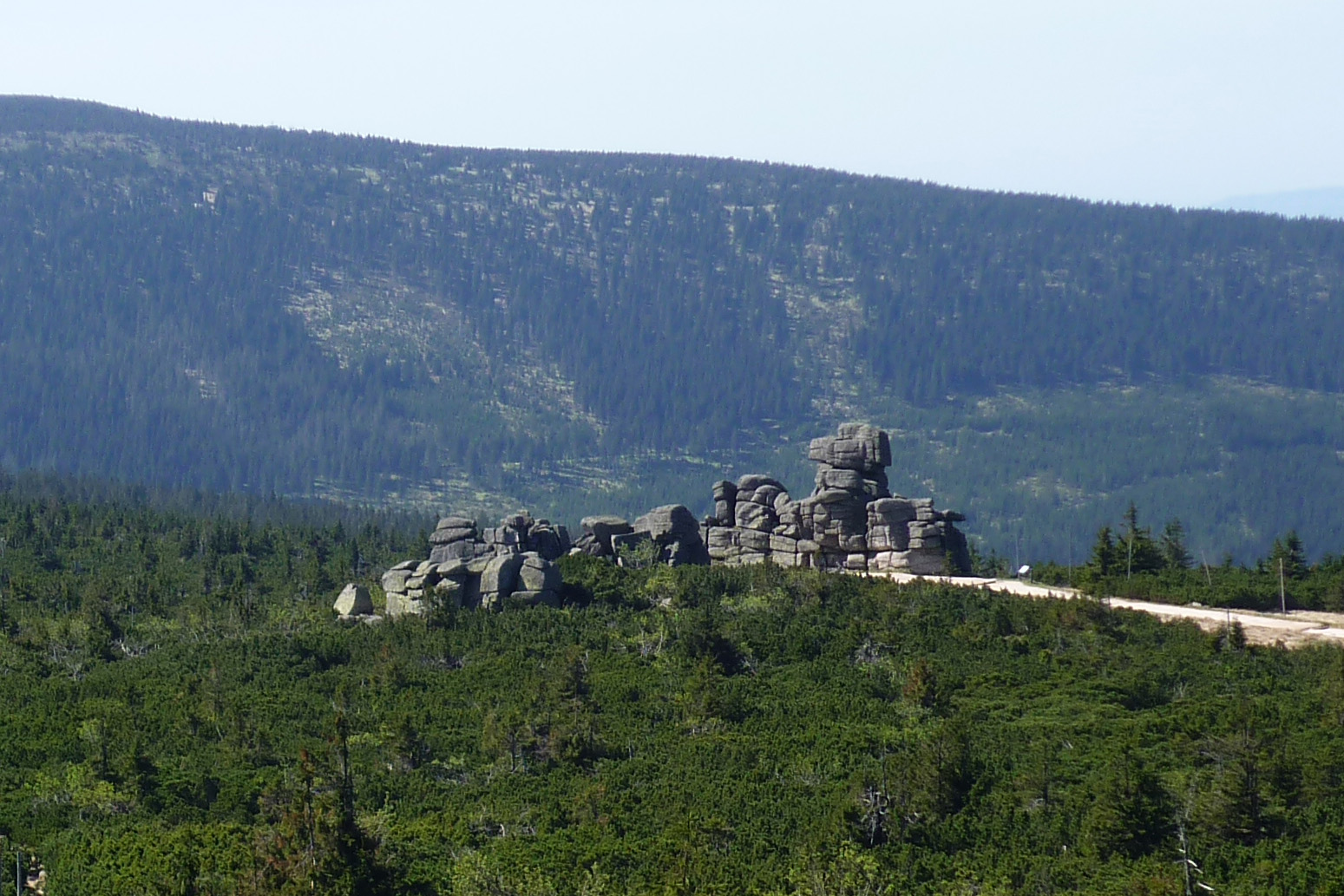
Widok ze Szrenicy w Karkonoszach

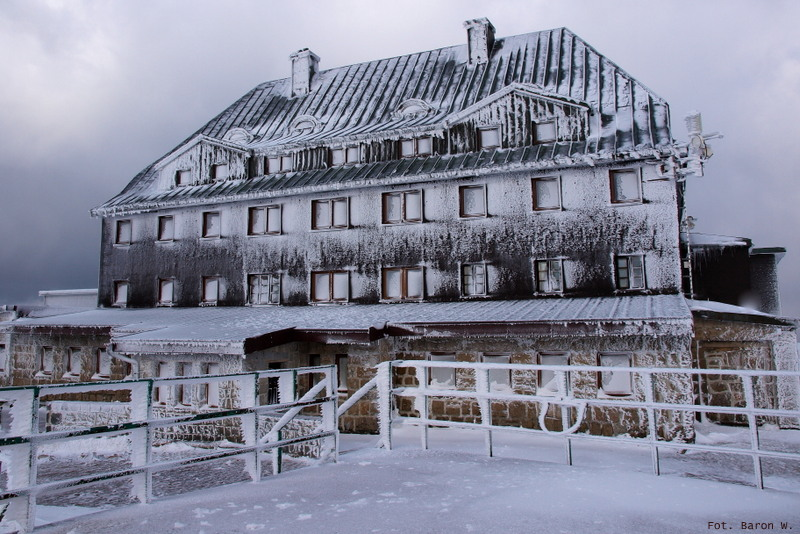
Schronisko na Szrenicy

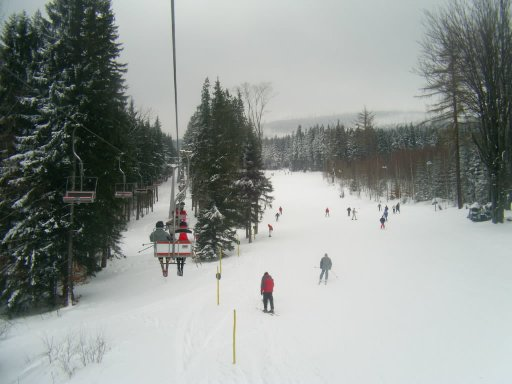
Kolej krzesełkowa na Szrenicę

Miasto jest ośrodkiem sportów zimowych, gdyż pokrywa śnieżna zalega tu średnio przez 110 dni w roku. W Górach Izerskich, w rejonie Jakuszyc, dominują biathloniści oraz narciarze biegowi.  Centrum narciarstwa zjazdowego jest masyw Szrenicy. 
Wyciągi Ski Arena Szrenica
- Kolej krzesełkowa na Szrenicę (dwa odcinki)
- Kolej krzesełkowa „Karkonosz Express”
- Wyciąg narciarski „Baby Lift”
- Wyciąg narciarski „Ściana”
- Wyciąg narciarski „Hala Szrenicka”
- Wyciąg narciarski „Świąteczny Kamień”

Trasy zjazdowe
- trasy łatwe: Puchatek, Hala Szrenicka;
- trasy trudne i średniotrudne: Lolobrygida, Śnieżynka,
- trasa bardzo trudna: FIS – jest to jedna z 11 tras zjazdowych oznaczonych kolorem czarnym, ze słynną ścianą – najbardziej stromym fragmentem trasy narciarskiej w Polsce.

Narciarstwo biegowe
Szklarska Poręba w Jakuszycach (najwyżej położonej części miasta) posiada najlepsze w Europie Środkowej trasy narciarstwa biegowego i śladowego. W sumie jest ich ponad 150 km. Góry Izerskie na terenie których zlokalizowane są trasy biegowe, można śmiało nazwać Polską Alaską, albo Polską Skandynawią. Tutaj w pierwszy weekend marca rozgrywana jest największa masowa narciarska impreza w Polsce – Bieg Piastów zaliczany do rodziny Euroloppet i Worldloppet. 17–19 lutego 2012 roku oraz 18–19 stycznia 2014 roku na Polanie Jakuszyckiej zostały rozegrane zawody Pucharu Świata w narciarstwie biegowym. Na Polanie Jakuszyckiej systematycznie rozgrywane są mistrzostwa polski w biathlonie oraz w biegach narciarskich.

## Wspólnoty wyznaniowe
- Kościół rzymskokatolicki:
  - parafia Bożego Ciała

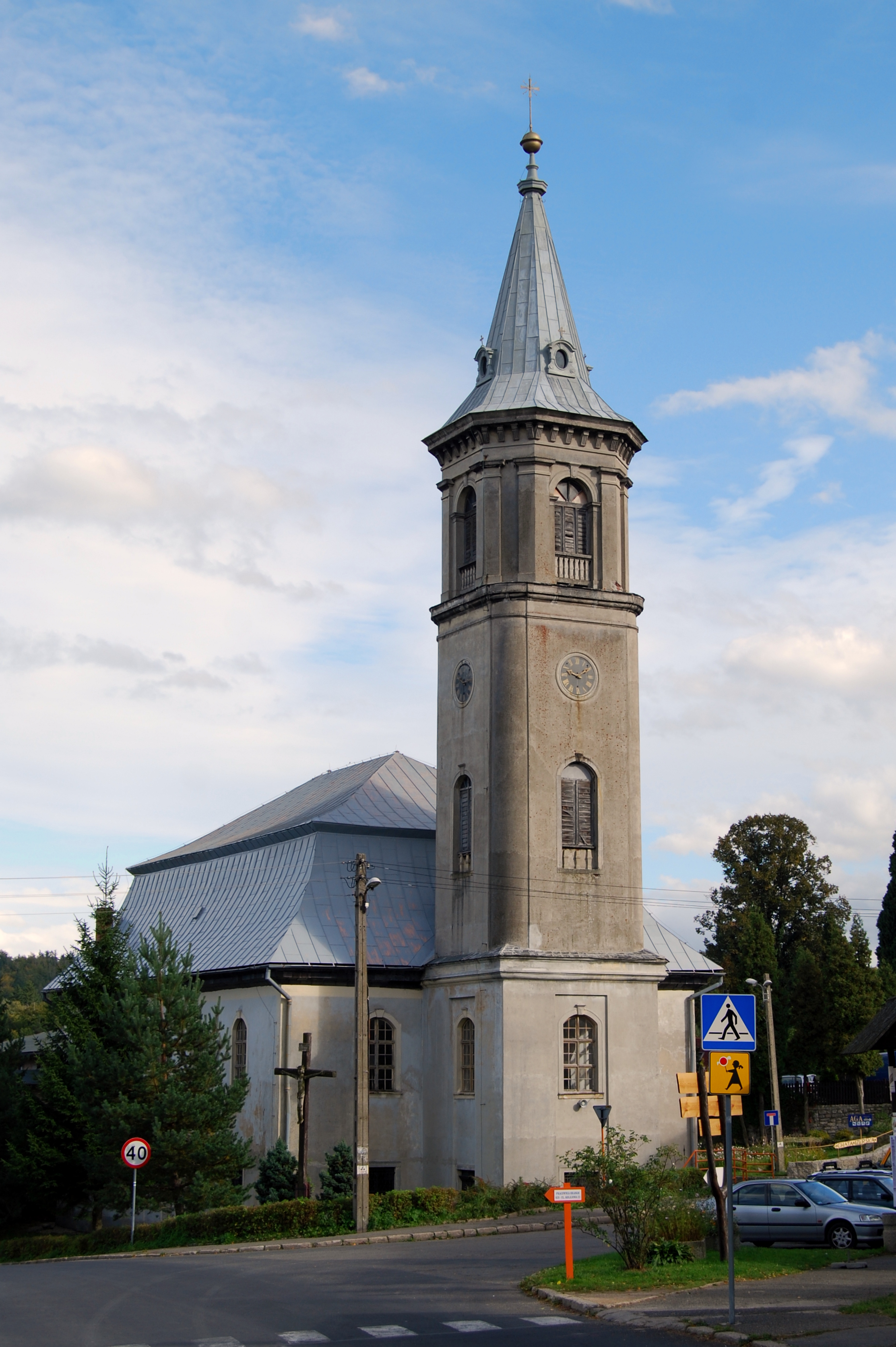
Poewangelicki kościół filialny Niepokalanego Serca NMP (1775–1766)

  - parafia św. Maksymiliana Marii Kolbego
- Świadkowie Jehowy:
  - zbór Szklarska Poręba (Sala Królestwa ul. Dolna 19A)[54]

## Miasto Ducha Gór
Legenda Ducha Gór, który miał w swym władaniu całe Karkonosze narodziła się ponad 1000 lat temu u źródeł rzeki Łaby i jest żywa do dziś.
W wieku XIX po wielu setkach lat istnienia, imię Ducha Gór występuje już w wielu odmianach. Pojawiają się różne jego wersje: Rubenzagel, Rübenzabel, Rubenzal, a nawet Ruppert Jahn. Najbardziej rozpowszechnia się w języku niemieckim Rübezahl. Imię to niefortunnie przetłumaczone na język polski przez Stanisława Bełzę na „Liczący rzodkiewki” i później Józefa Sykulskiego na Liczyrzepę zdobyło sobie rozgłos.

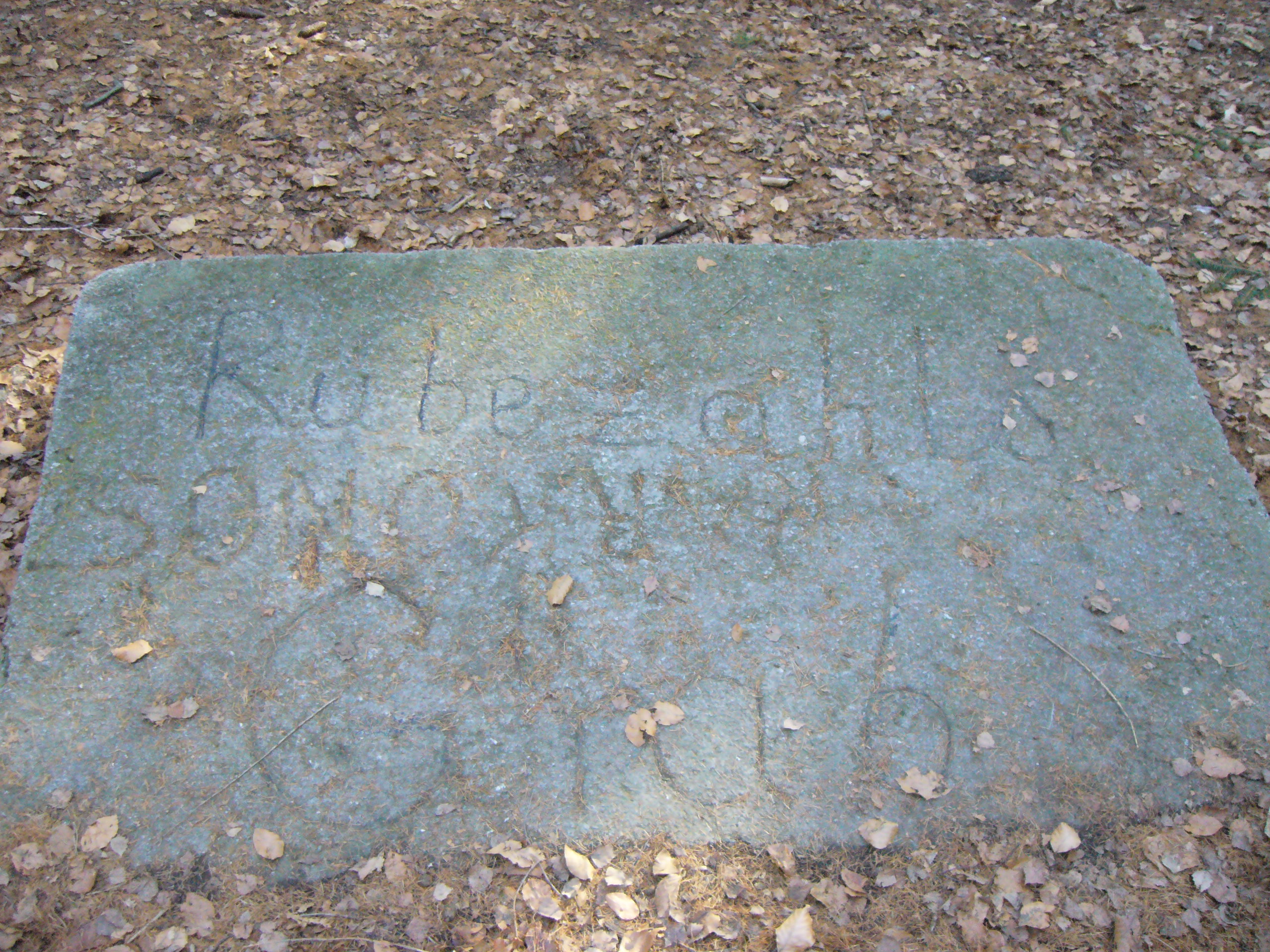
Symboliczny grób Karkonosza w Szklarskiej Porębie

Karkonosz przedstawiany jest obecnie podobnie, jak niemiecki Rübezahl w XIX w.: jako stary, ale muskularny mężczyzna z długą brodą i włosami, czasem w stroju myśliwego i z kosturem w dłoni. Jest jeszcze inne jego polskie imię, bardziej ludowe: Rzepiór, ale też nawiązuje niefortunnie do rzep. Maciej Bogusz Stęczyński w swym poemacie „Śląsk” nazywa go z kolei Rzepoliczem. Karkonosz – Rübezahl trafił też do dzieł muzycznych: występuje w pięciu operach, z których dziś grywana jest tylko jedna, czeskiego kompozytora J. Razkošnego pt. Krkonoš.
Od 2 poł. XIX w. mitem Karkonosza zajęli się naukowcy, do dziś powstało ok. 200 prac naukowych (w tym doktorskich i habilitacyjnych) na jego temat.
Szklarska Poręba jest obecnie promowana przez część mieszkańców jako miasto Ducha Gór. Nawiązuje to do Hali Baśni sprzed II wojny światowej, w której były malowidła ścienne z karkonoskimi legendami. W mieście znajduje się wiele rzeźb Ducha Gór, w tym odsłonięty w 2010 na Skwerze Radiowej Trójki pomnik nawiązujący do pierwszego znanego przedstawienia Ducha Gór autorstwa Martina Helwiga.

## Miasta partnerskie
Miasta i gminy partnerskie:
- Czechy: Harrachov
- Czechy: Kořenov
- Niemcy: Bad Harzburg
- Niemcy: Worpswede
- Polska: Kazimierz Dolny

## Sport i kultura
- Przed II wojną światową istniał tor bobslejowy w Szklarskiej Porębie. Został wybudowany w latach 1925–1926 na północnym stoku góry Przedział. Długość toru wynosiła 2100 m. Uroczyste otwarcie toru miało miejsce na Boże Narodzenie 1925 r. W 1932 r. na torze rozegrane zostały mistrzostwa świata w bobslejowych dwójkach[59].
- Zimą pod patronatem Programu Trzeciego Polskiego Radia organizowane są Mistrzostwa Świata w Rzeźbie ze Śniegu „Śniegolepy”[60]. W konkursie biorą udział zarówno amatorzy, jak i studenci polskich uczelni artystycznych.

## Zakręt Śmierci
- Na wysokości 775 m n.p.m. znajduje się Zakręt Śmierci, gdzie droga zatacza łuk prawie 180'. Trasa znana jest z wielu wypadków. Najbardziej znany z nich wydarzył się w 1945, kiedy w przepaść spadło kilka radzieckich ciężarówek wraz z żołnierzami[61].

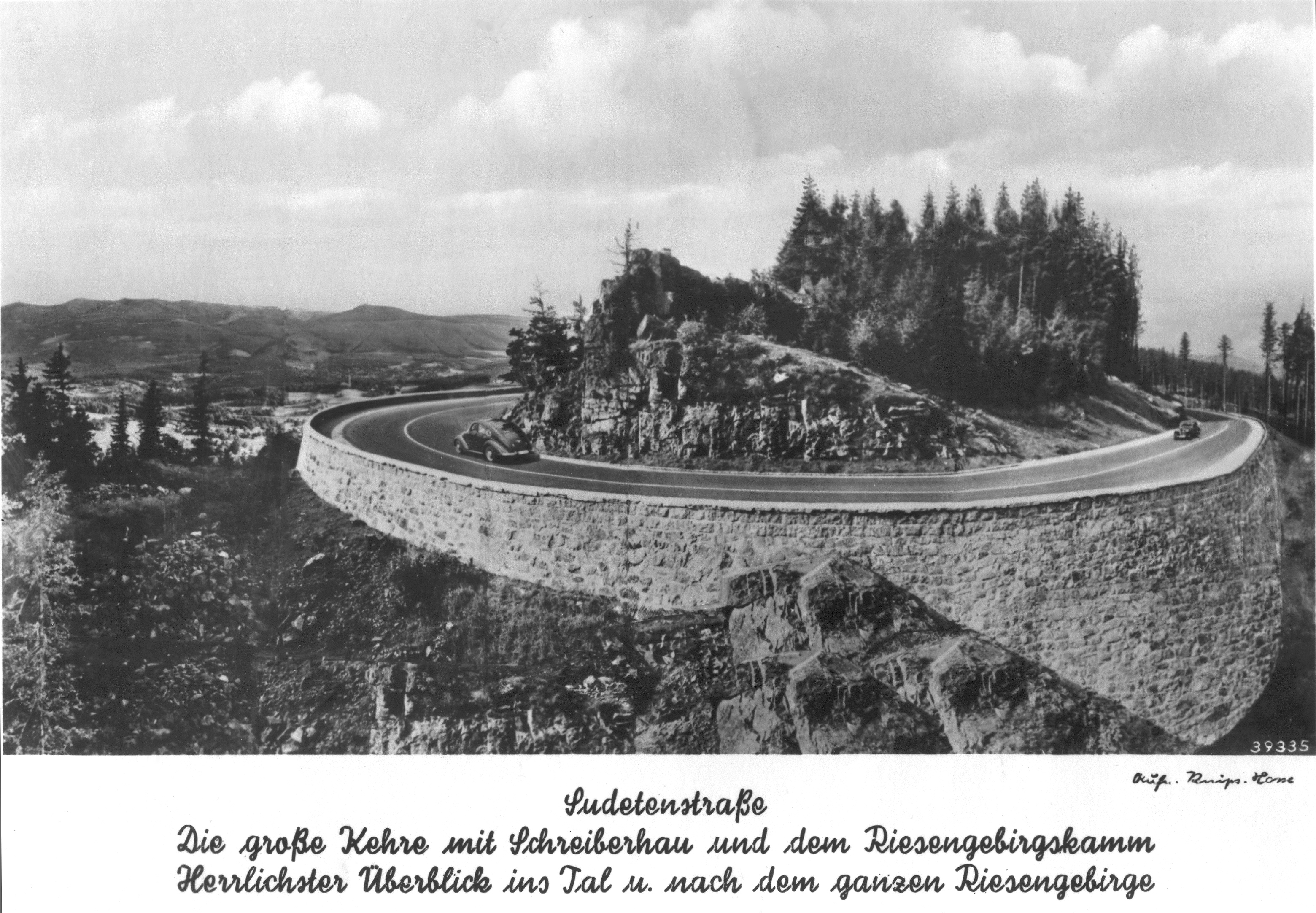
„Zakręt śmierci” Szklarska Poręba